# Beatrix von Ragué
Beatrix von Ragué (geboren 16. Juli 1920 in Barmen; gestorben 22. Januar 2006 in Bonn) war eine deutsche Kunstwissenschaftlerin und von 1966 bis 1985 Direktorin des Museums für Ostasiatische Kunst in West-Berlin.

## Leben und Wirken

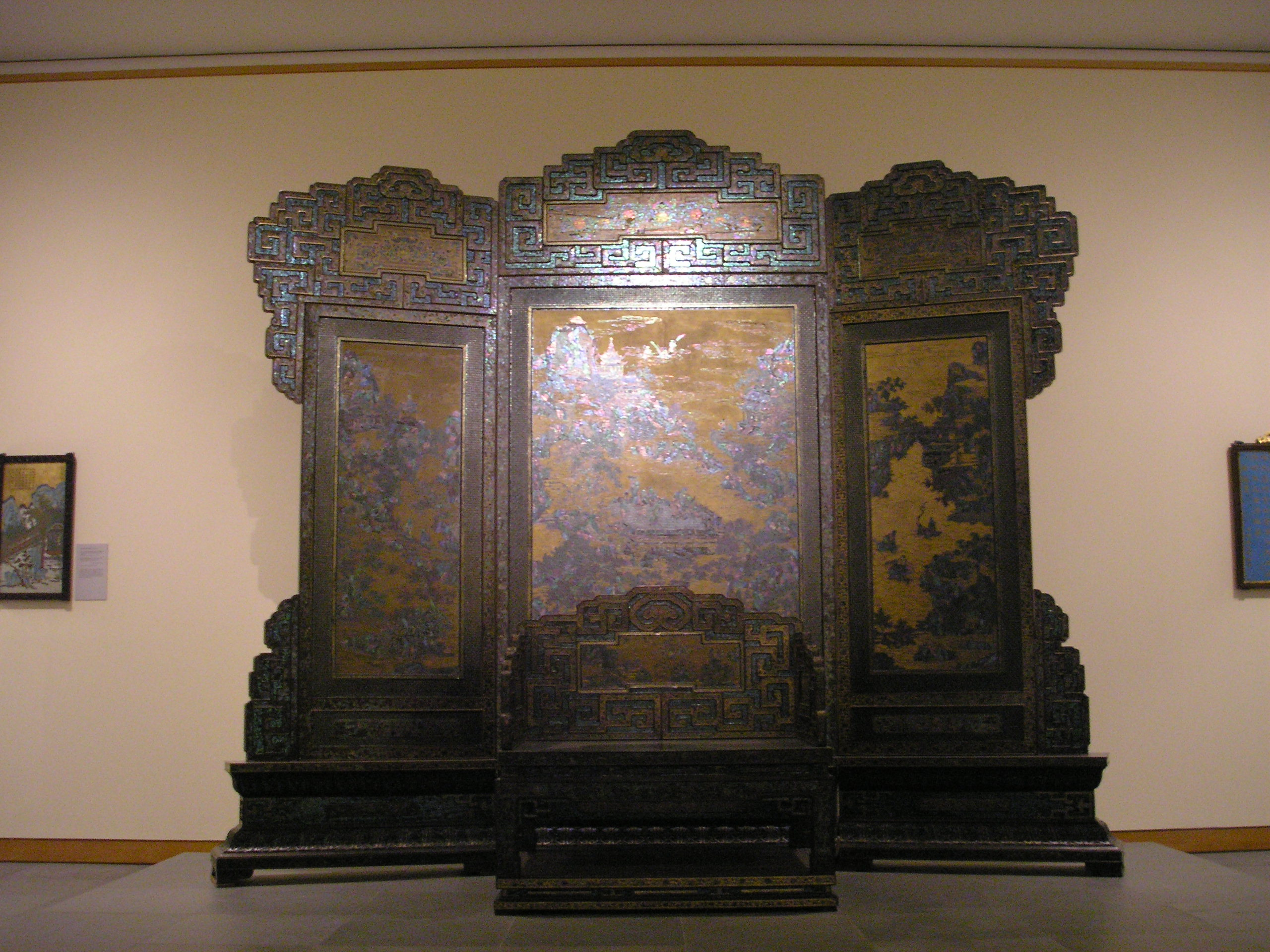
Reisethron-Ensemble des Kaisers Kangxi

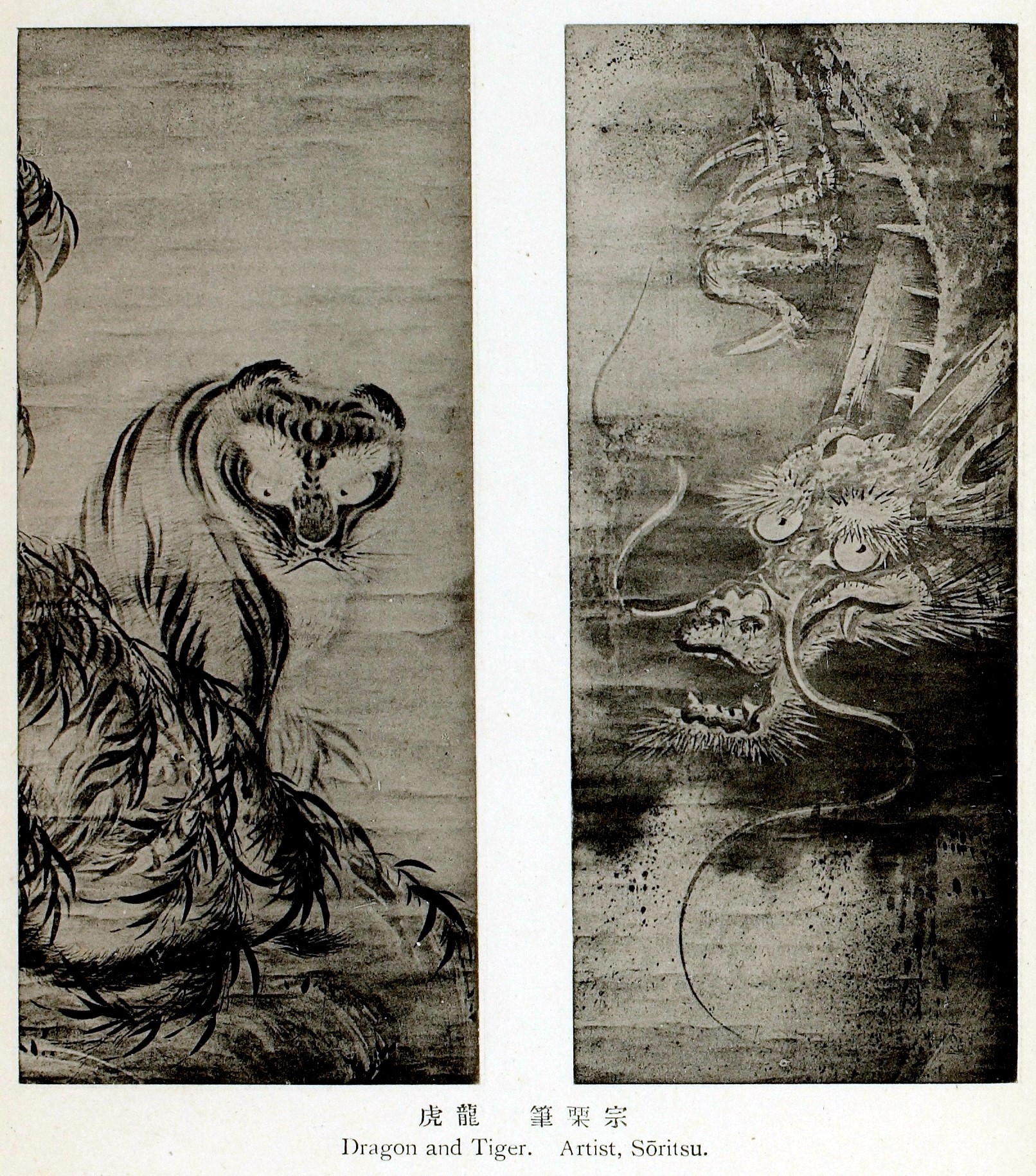
„Drache und Tiger“

Beatrix von Ragué begann 1939 ein Studium der Bibliothekswissenschaften an der Deutschen Bücherei in Leipzig, das sie 1941 an der Staatsbibliothek Berlin abschloss. 1943 begann sie ein Studium der Kunstgeschichte an der Universität Bonn und dann in Freiburg, das sie aber kriegsbedingt nicht weiterführen konnte. Nach dem Zweiten Weltkrieg setzte von Ragué ihr Studium in Bonn fort und wurde 1950 bei Herbert von Einem mit der Dissertation „Das Verhältnis von Kunst und Christentum bei Philipp Otto Runge“ promoviert.
In den Jahren 1959 bis 1961 bildete sich von Ragué mit einem Stipendium der japanischen Regierung in Japan weiter. Nach ihrer Rückkehr wurde sie 1962 wissenschaftliche Mitarbeiterin bei Roger Goepper am Museum für Ostasiatische Kunst in West-Berlin. Der Bestand des Museums in der Jebensstraße war durch den Beutezug der sowjetischen Armee 1945 auf wenige hundert Objekte geschrumpft. Als Goepper 1965 nach Köln ging, um dort das Museum für Ostasiatische Kunst zu übernehmen, wurde von Ragué 1966 Direktorin in Berlin.
1967 konnte das Museum unter von Ragué die Sammlung japanischer und chinesischer Graphik der Kunstbibliothek übernehmen. Damit kam von dort auch die Kunsthistorikerin Steffi Schmidt, die sie von früher kannte, ins Museum. Mit der Fertigstellung des neuen Museumskomplexes in Dahlem 1971 konnten endlich repräsentative Räume bezogen werden. Von Ragués Augenmerk galt auch der Bibliothek, die sie zu einer der besten Fachbibliotheken in Deutschland ausbaute.
Von Ragué gelang es während ihrer Amtszeit, die Sammlung um bedeutende Neuerwerbungen zu erweitern. Ein Beispiel ist das Reisethron-Ensemble des Kaisers Kangxi (1654–1722), ein weiteres die mit rotem Schnitzlack verzierte Fußbank aus der Zeit des Kaisers Yongle, der von 1403 bis 1424 regierte. Ein Beispiel für die Erweiterung der japanischen Bestände ist das Hängerollen-Paar „Drache und Tiger“, geschaffen von Oguri Sōritsu.
1983 wurde von Ragué mit dem Bundesverdienstkreuz ausgezeichnet. 1985 trat sie in den Ruhestand.

## Publikationen (Auswahl)
- Streiflichter auf Japan. Kiefel, Wuppertal-Barmen 1964, DNB 453902065.
- Geschichte der japanischen Lackkunst. De Gruyter, Berlin 1967, DNB 457874694; als E-Book-Reprint 2012, ISBN 978-3-11-083514-4.
- Ausgewählte Werke ostasiatischer Kunst. Staatl. Museen Preuss. Kulturbesitz, Museum für Ostasiatische Kunst. 3., erw. u. neubearb. Auflage, Staatl. Museen Preuss. Kulturbesitz / Museum für Ostasiat. Kunst, Berlin 1977, DNB 770622402.
- Ein chinesischer Kaiserthron – Die Pfirsiche der Unsterblichkeit (= Bilderhefte der Staatlichen Museen Preußischer Kulturbesitz – Berlin Heft 40/41). Gebr. Mann, Berlin 1982, ISBN 3-7861-1371-8.